# Živilė Vaiciukevičiūtė
Živilė Vaiciukevičiūtė (née le 3 avril 1996) est une athlète lituanienne, spécialiste de la marche.

## Carrière
Elle termine 3e du 20 km lors des Championnats d'Europe espoirs 2017 à Bydgoszcz. Elle termine 19e des championnats du monde de Londres en 1 h 31 min 23 s, record personnel.